# Абазов, Григорий Сергеевич
Григо́рий Серге́евич Аба́зов (1857—1888) — российский революционер.

## Биография
Армянин, потомственный дворянин. Родился в 1857 году.
В 1884 году стал студентом Петровской Земледельческой академии в Москве. Обыскан и арестован 3 ноября 1884 года в Москве вместе с И. Иванаевым. При обыске у него были обнаружены листки для сбора пожертвований, «Исторические письма» П. Лаврова и запрещённые стихотворения. Привлечён к дознанию при Московск. ж. у. (дело И. Иванаева) по обвинению в имении запрещённых сочинений и в сношениях с лицами противоправительственного направления. По отзыву Московского охранного отделения, «вращался в среде скомпрометированных в политических отношении лиц» (его фамилия упоминалась в списке, отобранном у Г. Лопатина при аресте), принимал участие в студенческих сходках и пользовался среди студентов большою популярностью. Был заподозрен также в том, что ему принадлежали революционные издания и переписка, найденная 6 марта 1885 года в казённых студенческих номерах Петровской академии. Содержался в Московской тюрьме с 10 ноября 1884 года. Освобождён 8 февраля 1885 года как больной чахоткой с подчинением Особому надзору полиции.
Умер 10 марта 1885 г. в Екатерининской больнице в Москве. Похоронен 13 марта на Армянском кладбище. 17 марта того же года студентами были возложены венки на его могиле.